# 黃光裕
黃光裕（1969年5月9日—），本名黃俊烈，初名曾俊烈，廣東潮阳出生，曾就读于中國人民大學一分校，中國著名企業國美電器的創始人，國美電器控股有限公司前董事局主席、資本大鰐，國美系實際控制人。2003年被列入《福布斯》中國內地富豪榜，排行第27。2005年被中國《胡潤百富》雜誌列為中國首富。截止2022年，黃光裕的身價為240億元人民幣，在2022胡潤中國富豪榜中黃光裕排名第119位。

## 生平
黄光裕1969年5月9日出生于广东汕头市潮阳区凤壶村。父亲黄昌义，母亲曾婵贞，祖上曾是泰国著名侨商，但黄家在土改、文革等历次社会运动中家道中落。由于家境贫寒，少年黄光裕靠和兄长捡破烂来贴补家用。
黄家兄妹四人。鉴于环境所限，黄光裕初中肄业，16岁随其兄黄俊钦北上内蒙古谋生计。从此，开始了他的创业生涯，这个阶段黄光裕以电器销售为创业领域。后来他们在北京市前门的珠市口东大街420号盘下了一个100平方米的名叫“国美”的门面。黄氏兄弟先卖服装，不久即改售进口电器。1987年, 国美电器店正式挂牌。黄光裕的促销方式是在北京晚报低价包下中缝, 打上国美的广告。这在当时的同业中还是首创先河的。
1987年1月至1997年7月，任国美电器总经理；1988年7月至1992年7月，在中国人民大学一分校学习；1997年7月之後，任鹏润投资公司总裁。2002年10月26日，黄光裕重新执掌国美。2003年，黄光裕只以仅仅5800万港元的成本控制了一只原名“京华自动化”(493HK)的香港股票，并在后来改名为“中国鹏润”。
2004年6月，黄光裕让市值只有2亿的“中国鹏润”掏出88个亿，来收购他全资拥有的国美电器65％的股权。这项收购之前，胡润把黄光裕所有财富定格在46亿，而此次交易后，黄光裕的账上财富迅猛飙升近一倍。2004年9月10日，“中国鹏润”正式更改为“国美电器”。 2004年9月底，黄光裕卷土重来，再次配售3亿股。配售价每股3.98元，“国美电器”融资成功高达12亿港元的现金。
2008年10月6日，黃光裕以430亿元人民币资产第三次位居胡润百富榜中国首富。
除电器销售外，黄光裕还涉足地产领域，其下曾有号称“国美系”的鵬潤投資集團、明天地产、鹏润地产、国美地产與中关村科技。
明天地产为黄与原长期合作伙伴张志铭及其小妹黄燕虹所合创，后因合作理念不同，而分道扬镳。张志铭与黄燕虹为夫妻关系。
鵬潤控股集團是黃光裕家族的企業，是黃光裕旗下國美系的控股公司。
旗下有國美電器、鵬泰投資等公司，業務包括零售、金融、地產、風險投資、實業的企業集團。 黃光裕的妹妹黄秀虹為现任鹏润控股集团董事长。据多家媒体披露，黄光裕有賭博的习惯，曾在澳门公海赌场内共输了逾10亿港元，而且還欠下上億港幣的澳門賭債，其间他通过伍建华等人构建的地下钱庄资金链，将賭債从中国内地转至澳门。中国内地媒体指出，黄光裕因香港立法会议员詹培忠而认识“公海赌王”连超，自此陷入澳门赌场的泥潭中，而连超和伍建华等人因涉嫌与黄光裕洗钱，被中国警方刑拘调查
。

## 社会评价
黄光裕性格颇为强悍，霸道。下属对他多是十分敬畏的。目前虽然因为经济犯罪锒铛入狱，但据说他依然在默默地掌控着国美集团的运作。对于供货商来说，由于黄光裕砍价时的残酷，也为他赢得了“价格屠夫”的称号。而国美的运作方式也被某些媒体指责为是“黑社会老大式的企业文化”。

## 逮捕事件
2008年11月17日，黃光裕据傳因涉嫌賄賂與挪用資金被逮捕。不過因身份敏感，北京市公安局至11月25日才證實其被調查的消息，但仍拒絕透露詳情。根據台灣媒體報導，國美管理層已下達命令，不能對外透露任何有關黃光裕的消息，直至事情明朗化為止。另有傳聞說可能與其早年涉嫌利用空殼公司違規運作、非法挪用資金與行賄行為等有關。2008年11月26日的《21世紀經濟報導》指出黃光裕涉嫌賄賂前商務部官員郭京毅，以謀取不當利益。兩天後北京傳媒證實黃光裕被逮捕，原因可能是對其兄黃俊欽控股的*ST金泰股價操控有關。
黄被捕后，其社会影响力仍不减。2008年末，香港上市公司海王集团的实际控制人连超在内地被捕，涉嫌协助黄光裕妻子杜鹃逃亡海外。连超与其弟连棹锋均有港澳黑道背景，有“公海赌王”的称号。同期，杜鹃在大连落网。

## 审判
2010年4月22日，北京市第二中级人民法院公开审理黄光裕一案，控辩双方为“全国十大杰出检察官”北京市人民检察院第二分院检察员吴春妹与被誉为“中国第一刑辩律师”的田文昌。
2010年5月18日，北京市第二中级人民法院对黄光裕一案作出一审宣判，黄光裕因犯非法经营罪、内幕交易罪、单位行贿罪，三罪并罚，决定执行有期徒刑14年，罚金6亿元，没收财产2亿元。
2010年8月30日，北京市高级人民法院对黄光裕一案作出二审宣判，对黄光裕维持原判；其妻杜鹃改判缓刑，即被判处有期徒刑三年缓期三年执行，当庭释放。
黄光裕羁押于北京市第二监狱。2012年，黄被北京市第二中级人民法院减刑十个月。2015年12月14日，北京市第二监狱以黄光裕获得2次监狱改造积极分子称号为由，向北京市二中院建议将其刑期减去一年。2016年5月31日，北京市第二中级人民法院发布刑事裁定书，黄光裕获得减刑11个月，至2021年2月16日出狱。国美零售投资关系总监李虹4月1日她表示，国美零售创始人黄光裕将于2021年2月16日出狱回归。
2020年6月24日，北京市第一中级人民法院根据刑罚执行机关的报请，依法裁定对黄光裕予以假释，假释考验期限自假释之日起至2021年2月16日止。
2021年2月16日，黄光裕在假释期满后刑满释放，但依据《公司法》规定，黄光裕在刑罚执行期满五年内不得担任公司的董事、监事、高级管理人员。

## 涉案官员及刑期
- 郭京毅，曾任商务部条法司原正局级巡视员，受贿900余万元，因犯受贿罪，被判死缓。[37]
- 刘伟，曾任国家工商总局投资企业注册局外资管理处副处长和注册指导处处长，受贿134.6万余元。因犯受贿罪，被判11年。[38]
- 孙海渟，曾任国税总局稽查处长，[39]受贿100万元。因犯受贿罪，被判13年。
- 靳红利，曾任北京市公安局经侦处四大队原副大队长，受贿150万元。因犯受贿罪，被判12年。[40]
- 郑少东，公安部原部长助理，2001年至2007年10月,受贿826万余元。因犯受贿罪，被判死缓。
- 相怀珠，公安部经侦局原副局长，受贿700余万元，因犯受贿罪，被判12年。
- 梁丛林，曾任北京市国家税务局稽查局检查科科长，受贿291万元，被判14年。
- 凌伟，曾任北京市国家税务局稽查局检查科科员，受贿281万元，被判13年。
- 梁敏进，曾任海淀区国税局财务科副科长，受贿210万元，获刑12年。[41]

## 家族
- 杜鹃（1972年10月-）[42]：黃光裕妻子，曾任國美電器董事。
- 黃俊欽，黃光裕大哥，國美電器的創始人之一、北京新恆基集團董事長。
- 黄秀虹，黃光裕三妹，鹏润投资集团董事长兼总裁,曾任國美上海大區總經理。
- 黄燕虹，黃光裕小妹，其夫婦與黃光裕合創明天地产。
- 张志铭，黄燕虹丈夫，初为黄光裕的司机，后为旗下得力助手。[43]